# 45ª Brigata artiglieria "Generale Myron Tarnavs'kyj"
La 45ª Brigata autonoma artiglieria "Generale Myron Tarnavs'kyj" (in ucraino 45-та окрема артилерійська бригада імені генерала Мирона Тарнавського?, 45-ta okrema artylerijs'ka bryhada imeni henerala Myrona Tarnavs'koho, unità militare A2943) è un'unità di artiglieria delle Forze terrestri ucraine con base a Javoriv.

## Storia
La brigata è stata creata nel 2016 come parte del Corpo di Riserva dell'esercito ucraino, decisione presa il 12 maggio dal Ministero della difesa e dallo Stato maggiore delle Forze armate e diventata effettiva il 1 agosto. Nel settembre 2019 la brigata ha svolto esercitazioni presso il centro di addestramento di Rivne, richiamando i riservisti e i coscritti.
A partire dal 24 febbraio 2022, in seguito allo scoppio dell'invasione russa dell'Ucraina, la brigata ha iniziato il dispiegamento attirando migliaia di volontari provenienti anche dalla popolazione civile, raggiungendo i ranghi completi già il 28 febbraio. All'inizio di marzo i battaglioni dell'unità sono stati impiegati al fronte in posizioni diverse: il 57º e l'87º nella regione di Kiev, il 62º nella regione di Charkiv, il 64º presso Kryvyj Rih e il 59º nella regione di Zaporižžja.
Dopo il fallimento dell'offensiva su Kiev e il completo ritiro russo dall'Ucraina settentrionale, l'unità è stata schierata nella sua interezza nell'oblast' di Zaporižžja, supportando le azioni difensive della 128ª Brigata d'assalto da montagna, dell'81ª Brigata aeromobile e della 110ª Brigata di difesa territoriale. Reparti della brigata hanno preso parte alla controffensiva ucraina nella regione di Charkiv del settembre 2022, contribuendo alla liberazione di Izjum.
Nel corso del conflitto la brigata ha ricevuto sempre più equipaggiamento occidentale, il quale nel 2023 ha raggiunto un rapporto di circa 50/50 rispetto a quello di origine sovietica, come Javelin, MILAN, e soprattutto gli obici da 155 mm M777 statunitensi e TRF1 francesi. Il 6 dicembre 2022 l'unità ha ricevuto la bandiera di guerra, consegnata personalmente dal presidente ucraino Volodymyr Zelens'kyj.
All'inizio del 2023 è stata schierata a difesa del settore di Bachmut, operando in particolare nel corso della battaglia per Soledar, poi occupata dalle unità russe e del Gruppo Wagner, e successivamente lungo la linea del fronte fra Bachmut e Sivers'k. In questo periodo alcuni militari della brigata hanno preso parte, insieme ad altri della 241ª Brigata di difesa territoriale, alla realizzazione del videoclip del singolo Fortecja Bachmut, registrato dalla band ucraina Antytila proprio durante la battaglia per la città. Ha continuato ad operare nel settore, colpendo le unità russe nell'area fra Soledar e Bachmut, nel corso di tutta la primavera. In estate la 45ª e la 43ª Brigata artiglieria hanno colpito principalmente le vie di rifornimento russe alle spalle di Bachmut.
A novembre 2023 sono entrati per la prima volta in servizio nella brigata gli obici semoventi Archer donati dalla Svezia. All'inizio del 2024 la brigata è stata trasferita nei pressi di Lyman, da dove ha colpito numerosi bersagli russi in direzione di Kreminna. Il 30 settembre 2024 è stata ufficialmente intitolata al generale Myron Tarnavs'kyj, comandante supremo dell'esercito della Repubblica Popolare dell'Ucraina Occidentale nel 1919.

## Struttura
- Comando di brigata[17]
- 57º Battaglione artiglieria (2A65 Msta-B)
- 59º Battaglione artiglieria (2A65 Msta-B)
- 62º Battaglione artiglieria (2A36 Giatsint-B)
- 64º Battaglione artiglieria (2A36 Giatsint-B)
- 87º Battaglione artiglieria controcarri (MT-12 Rapira)
- Battaglione acquisizione obiettivi
- Compagnia genio
- Compagnia manutenzione
- Compagnia logistica
- Compagnia comunicazioni
- Compagnia radar
- Compagnia difesa NBC
- Compagnia medica

## Comandanti
- Colonnello Oleksandr Tereščuk (2016 - 2020)
- Colonnello Oleh Fajdjuk (2021 - in carica)[18]
- Tenente colonnello Ihor Poljaruš (2024) ad interim[19]